# Joven y alocada
Joven y alocada és una pel·lícula xilena dirigida per Marialy Rivas i escrita per Camila Gutiérrez, María José Viera-Gallo i Pedro Peirano. Protagonitzada per Alicia Rodríguez i María Gracia Omegna, la cinta narra la història de Daniela, una noia bisexual de 17 anys que manté un blog on relata la seva vida i les seves obsessions. Els conflictes es donen entre la seva família evangèlica i conservadora i les seves inclinacions sexuals i rebel·lia adolescent. Va ser estrenada mundialment el 21 de gener de 2012 al Festival de Cinema de Sundance, els Estats Units, on es va emportar el premi al millor guió.

## Sinopsi
Daniela és una noia de 17 anys criada en el si d'una conservadora família evangèlica. Dividida entre la culpa cristiana i la seva innata rebel·lia, Daniela viu una traumàtica nit d'excessos que li portarà el càstig dels seus pares i el seu propi qüestionament existencial. En aquest forçat pas a l'adultesa, Daniela intentarà redimir-se enfront del seu tòrrid passat adolescent, trobant, no obstant això, un nou obstacle: la irrupció del seu primer amor homosexual.

## Repartiment
- Alicia Rodríguez - Daniela Ramírez
- Felipe Pinto - Tomás
- María Gracia Omegna - Antonia
- Aline Kuppenheim - Teresa (madre)
- Alejandro Goic - Raimundo Ramírez (padre)
- Ingrid Isensee - Isabel (tía)
- Pablo Krögh - Josué
- Andrea García-Huidobro - Julia Ramírez
- Hernán Lacalle - Pastor Simón Ramírez
- Camila Hirane - Bárbara "Barbage"
- Tomás de Pablo - Cristóbal Ramírez
- Moira Miller - Patricia
- Luis Gnecco - Entrevistado
- Catalina Saavedra - Mujer convertida
- Javiera Mena - Ella misma
- Jesus Briceño - Pastor de televisión
- Jorge Arecheta - Universitario
- María Catalina Jorquera - Valentina

## Premis i candidatures
Es va presentar al 62è Festival Internacional de Cinema de Berlín en l'apartat de pel·lícules per a nens i adolescents Berlinale Generation, en concret, en la rúbrica Generation 14pluss.
| Any  | Premi                                                                | Categoria                                      | Nominat                                                    | Resultat  | Ref   |
| ---- | -------------------------------------------------------------------- | ---------------------------------------------- | ---------------------------------------------------------- | --------- | ----- |
| 2012 | Alicia Rodríguez                                                     | Colón de Plata a la millor actriu              | Festival de Cinema Iberoamericà de Huelva                  | Guanyador | [ 3 ] |
| 2012 | Marialy Rivas                                                        | Premi Sebastiane                               | Festival Internacional de Cinema de Sant Sebastià 2012     | Guanyador | [ 4 ] |
| 2012 | Marialy Rivas                                                        | Premi Horizontes                               | Festival Internacional de Cinema de Sant Sebastià 2012     | Nominat   | [ 4 ] |
| 2012 | Camila Gutiérrez, Marially Rivas, Pedro Peirano, Sebastián Sepúlveda | World Cinema Screenwriting Award,              | Sundance Film Festival                                     | Guanyador | [ 5 ] |
| 2012 | Marialy Rivas                                                        | Gran premi del jurat, World Cinema – Dramatic, | Sundance Film Festival                                     | Guanyador | [ 5 ] |
| 2012 | Marialy Rivas                                                        | Premi del Públic                               | Festival de Cinema Llatinoamericà de Tolosa de Llenguadoc. | Guanyador | [ 6 ] |
| 2013 | Marialy Rivas                                                        | Millor pel·lícula                              | Fire!! Mostra Internacional de Cinema Gai i Lesbià         | Guanyador | [ 7 ] |